# Gianni Manera
Gianni Manera, né le 18 février 1940 à Asmara (Empire italien d'Éthiopie) et mort le 10 juin 2013 à Colleferro (Latium), est un réalisateur et acteur italien.

## Biographie
Manera a joué quelques rôles secondaires dans des films de cinéma entre 1959 et 1968, parfois sous la forme anglicisée John Manera de son nom. Il a mis en scène, sur son propre scénario, La lunga ombra del lupo (it) en 1969, dans lequel il a également tenu le rôle principal. Le film a conduit à une accusation contre lui pour une prétendue « incitation à la formation d'un groupe armé ». Cinq ans plus tard, il enchaîne avec un poliziottesco, Ordine firmato in bianco, puis un film sur la mafia, Cappotto di legno, qui doit être interrompu à plusieurs reprises pendant trois ans en raison de problèmes de financement, Manera étant l'un des premiers réalisateurs italiens à financer ses films de manière indépendante. Un dernier film tourné en 1999, Tragedia a New York, n'est même pas sorti,. Il a ensuite vécu au Pérou. La chanteuse Alma Manera est sa fille.

## Filmographie

### Réalisateur
- 1969 : La lunga ombra del lupo (it)
- 1974 : Ordine firmato in bianco
- 1981 : Cappotto di legno

### Acteur
- 1959 : Simpatico mascalzone (it) de Mario Amendola
- 1966 : Deux Bidasses et le Général (Due marines e un generale) de Luigi Scattini
- 1965 : Vita di Dante (feuilleton télé) de Vittorio Cottafavi
- 1965 : A.D.3 opération : Requin blanc (it) (A.D3 operazione squalo bianco) de Filippo Walter Ratti
- 1966 : Gringo joue sur le rouge (7 dollari sul rosso) d'Alberto Cardone
- 1968 : Crisantemi per un branco di carogne de Sergio Pastore
- 1973 : L'Emprise de la main noire (La mano nera) d'Antonio Racioppi